# Real Madrid Club de Fútbol 1959-1960
Questa voce raccoglie le informazioni riguardanti lo Real Madrid Club de Fútbol nelle competizioni ufficiali della stagione 1959-1960.

## Avvenimenti
In campionato il Real Madrid raggiunge il secondo posto, alle spalle dei rivali del Barcellona: pur avendo terminato il campionato a pari punti coi Blaugrana (46) e nonostante il miglior attacco con 92 reti segnate in 30 giornate, il Real è secondo in graduatoria per la peggior differenza reti. Puskas è il capocannoniere del torneo con 25 gol in 24 incontri di campionato.
Nella coppa nazionale, i Blancos superano Barakaldo (4-1), Leonesa (9-0) e lo Sporting Gijón (13-1), raggiungendo la semifinale contro l'Athletic Bilbao: a Bilbao, i baschi vincono 3-0, ma al ritorno il Real Madrid ribalta il punteggio vincendo 8-1. In finale, al Bernabéu, i madrileni perdono davanti a 100.000 spettatori contro i cugini dell'Atlético Madrid per 3-1.
In Coppa Campioni, il Real Madrid detiene il titolo, avendo vinto tutte e quattro le edizioni finora disputate. Gli spagnoli iniziano il torneo continentale nuovamente dagli ottavi di finale, superando agevolmente lo Jeunesse Esch (12-2, quattro reti di Puskas, tre di Enrique Mateos) e incontrando il Nizza ai quarti: i francesi vincono 3-2 in casa e gli spagnoli battono il Nizza 4-0 a Madrid davanti a 100.000 paganti. In semifinale le Merengues affrontano il Barça: sia a Madrid sia a Barcellona il Real vince 3-1 (protagonisti Alfredo Di Stéfano e Puskas), raggiungendo la quinta finale di Coppa dei Campioni in cinque edizioni. In finale, il Real affronta e supera i tedeschi dell'Eintracht Francoforte per 7-3: la squadra di Francoforte passa in vantaggio con Richard Kreß e verso la mezzora di gioco Di Stéfano mette a segno due reti nel giro di tre minuti, portando il Real in avanti per 2-1. Nel secondo tempo Puskas realizza tre gol, chiudendo virtualmente la partita. Tra il 70' e il 75' arriva il quarto gol personale di Puskas, il 6-2 di Erwin Stein, il 7-2 di Di Stèfano e il 7-3 definitivo firmato ancora da Stein. All'Hampden Park di Glasgow, di fronte a 127.000 tifosi, il Real Madrid alza la propria quinta Coppa Campioni consecutiva, rimanendo dopo cinque anni l'unica squadra capace di vincere questa competizione.
Con la partita conclusiva della Coppa Campioni, i Blancos hanno stabilito diversi primati nella massima competizione continentale: le cinque vittorie consecutive sono un record a oggi imbattuto, la finale è ancora oggi quella con più tifosi nella storia della Champions League (127.000), solo Puskas ha segnato più di tre gol in una finale di Coppa Campioni/UEFA Champions League e i due attaccanti Puskas e Di Stéfano sono gli unici calciatori nella storia a segnare tre o più reti a testa in una finale giocando per la stessa squadra.

## Organico

### Rosa
| N. |                      | Ruolo | Calciatore           |
| -- | -------------------- | ----- | -------------------- |
| 99 | Italia (bandiera)    | P     | Lucio Rossi          |
| 2  | Spagna (bandiera)    | D     | Rafael Lesmes        |
| 3  | Uruguay (bandiera)   | D     | José Santamaría      |
| 4  | Spagna (bandiera)    | D     | Marquitos            |
| 5  | Spagna (bandiera)    | C     | José María Vidal     |
| 6  | Spagna (bandiera)    | C     | Antonio Ruiz         |
| 7  | Brasile (bandiera)   | C     | Didi                 |
| 8  | Spagna (bandiera)    | A     | Francisco Gento      |
| 9  | Spagna (bandiera)    | A     | Jesús Herrera Alonso |
| 10 | Ungheria (bandiera)  | A     | Ferenc Puskás        |
| 11 | Argentina (bandiera) | A     | Alfredo di Stéfano   |
| 12 | Spagna (bandiera)    | P     | Juan Bagur           |
| 13 | Spagna (bandiera)    | C     | José María Zárraga   |
| 14 | Spagna (bandiera)    | C     | Pepillo              |
| 15 | Spagna (bandiera)    | C     | Rafael Lesmes        |
| 16 | Spagna (bandiera)    | C     | Enrique Mateos       |

| N. |                      | Ruolo | Calciatore               |
| -- | -------------------- | ----- | ------------------------ |
| 17 | Spagna (bandiera)    | P     | Juan Alonso Adelarpe     |
| 18 | Spagna (bandiera)    | C     | Juan Santisteban         |
| 19 | Argentina (bandiera) | A     | Héctor Rial              |
| 20 | Brasile (bandiera)   | A     | Canário                  |
| 21 | Spagna (bandiera)    | C     | Manuel Bueno Cabral      |
| 22 | Spagna (bandiera)    | D     | Enrique Pérez Díaz       |
| 23 | Spagna (bandiera)    | D     | Manuel Quevedo Vernetta  |
| 24 | Spagna (bandiera)    | C     | Rafael García Martínez   |
| 25 | Spagna (bandiera)    | D     | Ángel Atienza            |
| 26 | Spagna (bandiera)    | P     | Javier Berasaluce        |
| 27 | Spagna (bandiera)    | C     | Ramón Marsal             |
| 28 | Spagna (bandiera)    | C     | Luis del Sol             |
| 29 | Spagna (bandiera)    | C     | Rafael Batista Hernández |
| 30 | Spagna (bandiera)    | D     | Pedro Casado Bucho       |
| 31 | Ungheria (bandiera)  | D     | László Kaszás            |